# Listă de conducători de stat din 796
792 - 793 - 794 - 795 - 796 - 797 - 798 - 799 - 800
Aceasta este o listă a conducătorilor de stat din anul 796:

## Europa
- Anglia, statul anglo-saxon Northumbria: Ethelred I (rege, 774-778, 790-796), Osbald (rege, 796) și Eardwulf al II-lea (rege, 796-808, 808-810)
- Anglia, statul anglo-saxon Essex: Sigeric (după 758-797/798)
- Anglia, statul anglo-saxon Kent: Eadherht (rege, 725-după 762) (?)
- Anglia, statul anglo-saxon Mercia: Offa (rege, 757-796), Ecgfrith (rege, 796) și Cenwulf (rege, 796-821)
- Anglia, statul anglo-saxon Wessex: Beorhtric (rege, 786-802)
- Asturia: Alfonso al II-lea cel Neprihănit (rege, 791-842)
- Bavaria: Carol cel Mare (rege din dinastia Carolingiană, 788-814; totodată, rege al francilor, 768-814; ulterior, rege al Italiei, 774-814; ulterior, împărat occidental, 800-814)
- Benevento: Grimoald al III-lea (principe, 787-806)
- Bizanț: Constantin al VI-lea (împărat din dinastia Isauriană, 780-790, 790-797)
- Bulgaria: Kardam (han, 777-803)
- Cordoba: Abu'l-Ualid ar-Rida Hișam I ibn Abd ar-Rahman (I) (emir din dinastia Omeiazilor, 788-796) și Abu'l-Asi al-Hakam I ibn Hișam (I) (emir din dinastia Omeiazilor, 796-822)
- Francii: Carol cel Mare (rege din dinastia Carolingiană, 768-814; ulterior, rege al Italiei, 774-814; ulterior, rege al Bavariei, 788-814; ulterior, împărat occidental, 800-814)
- Friuli: Eric (duce, 789-799)
- Gruzia, statul Abhazia: Leon al II-lea (rege, 767/768-811/812)
- Italia: Carol_cel_Mare (rege din dinastia Carolingiană, 774-814; totodată, rege al francilor, 768-814; ulterior, rege al Bavariei, 788-814; ulterior, împărat occidental, 800-814) și Pepin (rege din dinastia Carolingiană, 781-810)
- Neapole: Theophylact al II-lea (duce, 794/795-800/801)
- Scoția, statul picților: Constantin (rege, înainte de 789-820; totodată, rege în Dalriada, 811?-820)
- Scoția, statul celt Dalriada: Domnall (rege, 781-805?)
- Spoleto: Winiges (duce, 789-822)
- Statul papal: Leon al III-lea (papă, 795-816)
- Veneția: Giovanni Galbaio și Maurizio al II-lea (dogi, 787-804)

## Africa
- Idrisizii: Rașid (regent, 791-802)
- Kanem-Bornu: Dugu (sultan, cca. 784-cca. 835)

## Asia

### Orientul Apropiat
- Bizanț: Constantin al VI-lea (împărat din dinastia Isauriană, 780-790, 790-797)
- Califatul abbasid: Abu Djafar Harun ar-Rașid ibn al-Mahdi (calif din dinastia Abbasizilor, 786-809)

### Orientul Îndepărtat
- Birmania, statul Arakan: Mahataing Chandra (rege din dinastia Chandra, 783-810)
- Cambodgea, statul Tjampa: Satyavarman (rege din a cincea dinastie, 774/784-787/801) și Indravarman I (rege din a cincea dinastie, 787/801-803?/817?)
- China: Deong (împărat din dinastia Tang, 780-805)
- Coreea, statul Silla: Wonsong (Kyongsin) (rege din dinastia Kim, 785-799)
- India, statul Chalukya răsăriteană: Vișnuvaradhana al IV-lea (rege, 764-799)
- India, statul Gurjara Pratihara: Nagabhata (Nagavaloka) al II-lea (rege, cca. 792-833)
- India, statul Pallava: Dantivarman (rege din a treia dinastie, 795-845)
- India, statul Raștrakuților: Govinda al III-lea (rege, 793-814)
- Kashmir: Lalitapida (rege din dinastia Karkota, 785-797)
- Japonia: Kanmu (împărat, 781-806)
- Nepal: Sankaradeva (rege din dinastia Thakuri, cca. 784-796) și Vardhamanadeva (Bhimarjunadeva) (rege din dinastia Thakuri, cca. 796-812)
- Sri Lanka: Aggabodhi al VIII-lea (rege din dinastia Silakala, 794-805)
- Tibet: K'ri-srong lDe-bTsan (Tri-song De-tsen) (chos-rgyal, 755-797)